# Start to Finish
«De Principio a Fin» —título original en inglés: «Start to Finish» es el octavo episodio de la sexta temporada de la serie de televisión The Walking Dead y final de mitad de temporada. Se estrenó el día 29 de noviembre de 2015 por la cadena televisiva AMC y el 30 de noviembre Fox en España e Hispanoamérica. Fue dirigido por Michael E. Satrazemis y el guion estuvo a cargo de Matthew Negrete.
El episodio marca la salida de Tovah Feldshuh del elenco de la serie, tras interpretar a Deanna Monroe desde la temporada anterior, quien entró como personaje recurrente y en esta temporada le ascendieron el rol secundario en la serie. El episodio se centra en los sobrevivientes que huyen y encuentran refugio del enjambre gigantesco de caminantes que han invadido la zona segura de Alexandría.

## Argumento
Sam (Mayor Dodson) deja un plato vacío de almuerzo fuera de su habitación, entonces se retira hacia el interior, donde se hace un dibujo de un niño pequeño atado a un árbol con los caminantes que lo rodean, la torre de la iglesia rompe tres paneles de la pared, y todo el mundo se apresura en busca de cualquier refugio que puedan encontrar mientras cientos de caminantes se cuelan dentro de Alexandría. Eugene (Josh McDermitt) encuentra un walkie-talkie en el piso y grita "¡Ayuda!" en ella, antes de ser rescatado por Tara (Alanna Masterson) y Rosita (Christian Serratos). Maggie (Lauren Cohan) se sube por la escalera a un puesto de vigilancia y se acuesta en la plataforma, atrapada pero fuera de la vista de los caminantes que rodean el puesto de observación.
En la casa de Jessie (Alexandra Breckenridge) se albergan Rick (Andrew Lincoln), Carl (Chandler Riggs), Judith, Michonne (Danai Gurira), el padre Gabriel (Seth Gilliam), Deanna (Tovah Feldshuh) y sus propios hijos Ron (Austin Abrams) y Sam. Descubren que Deanna fue mordida mientras salvaba a Rick. Más tarde, Carl verifica a un Ron angustiado que culpa a Rick por lo que está sucediendo diciéndole que su padre es un asesino y Carl le responde que su padre también era un asesino y en reacción ataca a Carl, rompiendo una ventana del garaje y el sonido de la ruptura del vidrio atrae la atención de los caminantes, quienes empiezan asediar la casa de Jessie. Rick rompe la puerta interior del garaje para sacar a los chicos cuando entran los caminantes; Carl cubre a Ron pero confisca la pistola de Ron.
Mientras tanto, Carol (Melissa McBride) corre con Morgan (Lennie James) para refugiarse en la casa de Morgan, Carol finge una conmoción cerebral para que Morgan baje la guardia, y ella lo ataca y se rompe en el sótano, Denisse (Merritt Wever) ha estado encerrada curando al lobo capturado (Benedict Samuel), Carol irrumpe y amenaza al Lobo con un cuchillo, pero Morgan se interpone entre ellos, una pelean entre ambos comienza y Morgan la derrota, pero el lobo lo moquea por la espalda, Eugene elige la cerradura de la puerta interior de un garaje para acceder a la casa adjunta. Él, Tara y Rosita terminan caminando sobre el Lobo que sostiene el cuchillo de Carol en la garganta de Denise, tomándola como rehén, le entregan sus armas, y el Lobo se escapa con Denisse.
Fuera del muro, Glenn (Steven Yeun) convence a Enid (Katelyn Nacon) para que entre en Alexandría y ayude a los demás, suben por la pared opuesta a la brecha y ven a Maggie atrapada sobre un puesto de vigilancia, Deanna en su agonía le pide a Rick que cuide a su hijo y lidere Alexandría cuando ella ya no este. Sin embargo, el daño que Ron había causado en el garaje permite a los caminantes penetrar en la casa de Jessie, lo que obliga a todos a retirarse al segundo piso, sabiendo que pronto serán invadidos, Rick decide hacer un intento desesperado de escapar: mata a dos caminantes, con la esperanza de que puedan camuflarse con su interior y atravesar la manada, el grupo logra camuflarse y lentamente llegan al porche, mientras que Deanna, dejada atrás, una moribunda Deanna hace un último esfuerzo en distraer y matar a varios caminantes, mientras la matan fuera de la pantalla, tomados de la mano para permanecer juntos, el grupo entra en la calle infestada de caminantes, en silencio, pero para un Sam asustado que repetidamente llama a su madre.
En la escena poscréditos Daryl (Norman Reedus), Abraham (Michael Cudlitz) y Sasha (Sonequa Martin-Green) estaban regresando a Alexandría, pero son detenidos por un grupo de motociclistas; uno de los motociclistas exige todos sus suministros y el camión y Daryl le pregunta por qué habrían de hacerlo, el sujeto le dice que todas sus provisiones ahora le pertenece a Negan.

## Producción
Los actores Austin Nichols (Spencer Monroe) y Ross Marquand (Aaron) no aparecen en este episodio pero igual son acreditados.

## Recepción

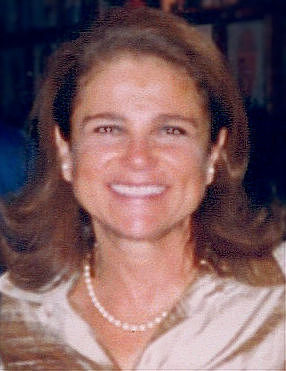
"Start to Finish" marcó la muerte de Deanna Monroe (Tovah Feldshuh)

### Recepción Crítica
El episodio recibió varias opiniones negativas por parte de los críticos y recibió peores críticas que cualquier episodio anterior de la serie. Fue criticado sobre todo por sus propiedades anticlímax, la falta de avance de la trama y elevar más preguntas. Sin embargo, algunos hablaron bien por el rendimiento de Tovah Feldshuh, así como la escena poscréditos de adelanto del próximo episodio, que menciona a Negan por primera vez en la serie. El episodio tiene actualmente una calificación de 32%, con una puntuación media de 6,3 sobre 10 en la revisión agregada por Rotten Tomatoes. Los críticos de consenso dijeron: "Start to Finish falla a la altura del potencial de The Walking Dead con un final de mitad de temporada que es tanto aburrido y frustrante".
Matt Fowler de IGN le dio un 7,3 sobre 10, y escribió en su veredicto: "'Start to Finish' consigue puntos para mantener a Alexandría alrededor y en la mezcla, pero pierde un montón para nosotros caer justo cuando las cosas empezaron a ponerse emocionante especialmente. ya que el resto del episodio estaba lleno de conflictos que esperaba que no tendríamos que ver en medio de una invasión gigante de zombis (Carl / Ron, Carol / Morgan) ".
Zack Handlen de The A.V. Club le dio una calificación de C + y escribió: "Por supuesto, un montón de cliffhangers que suena como una manera inteligente de cerrar las cosas para el año, pero nada de esto nos está prometiendo en vista de todo lo nuevo. Todo lo que tenemos que esperar ahora es limpiar el trabajo, y mientras estoy seguro que la mitad trasera de la temporada no sólo será Rick y los otros que se dirigían a la sala de armas, muy poco en este episodio sugiere lo contrario. La única escena esta noche que establece una nueva historia que sucedió fue en la escena post-créditos, de hecho, diez minutos después de "Start to Finish" habían terminado en realidad. Pero a juzgar esta hora en sus propios términos, está lleno de gente estúpida torpes que hacen torpes, cosas estúpidas a la serie. Y veo a ellos que tienen a la gente rindiéndose de dos pistolas y un machete por una daga. Y se ve muy cursi 'bueno contra mal "lucha similar a Dale y Shane en el dramatismo innecesario, excepto que esta vez es en el medio de la invasión de zombis. La gente tiene que tener en sus prioridades."

## Clasificación
El episodio recibió 13,98 millones de espectadores, un aumento del episodio anterior, que tenía 13,22 millones de espectadores en general.